# 547 (číslo)
Pět set čtyřicet sedm je přirozené číslo. Následuje po čísle pět set čtyřicet šest a předchází číslu pět set čtyřicet osm. Římskými číslicemi se zapisuje DXLVII a řeckými číslicemi φμζ.

## Matematika
547 je:
- Deficientní číslo
- Prvočíslo
- Nešťastné číslo

## Astronomie
- (547) Praxedis je planetka hlavního pásu, kterou objevil v roce 1904 Paul Götz

## Roky
- 547
- 547 př. n. l.